# Hymny i piosenki mistrzostw świata w piłce nożnej
Hymny i piosenki mistrzostw świata w piłce nożnej – melodie i piosenki oficjalnie przyjęte przez FIFA do wykorzystania przed i w trakcie mistrzostw świata w piłce nożnej mężczyzn.
Wybrane utwory są zazwyczaj wielojęzyczne. Oficjalne wersje prowadzą również do wersji okładkowych w wielu innych językach, wykonywanych przez oryginalnych lub przez lokalnych artystów. Wykorzystywane są również w kampaniach reklamowych.

## Hymny i piosenki
| Mistrzostwa | Gospodarz(e)                           | Tytuł                                                                              | Język(i)                                               | Wykonawcy                                                                        | Autorzy | Oficjalne audio/wideo                                                                                 | Wykonanie na żywo |
| ----------- | -------------------------------------- | ---------------------------------------------------------------------------------- | ------------------------------------------------------ | -------------------------------------------------------------------------------- | --- | --- | --- |
| 1962        | Chile                                  | „El Rock del Mundial”                                                              | hiszpański                                             | Los Ramblers                                                                     | Jorge Rojas Astorga | Audio                                                                                                 | |
| 1966        | Anglia                                 | „World Cup Willie (Where in this World are We Going)”                              | angielski                                              | Lonnie Donegan                                                                   | ? | Audio                                                                                                 | |
| 1970        | Meksyk                                 | „Fútbol México 70”                                                                 | hiszpański                                             | Los Hermanos Zavala                                                              | Roberto do Nascimento | Audio                                                                                                 | |
| 1974        | RFN                                    | „Futbol”                                                                           | polski, angielski, niemiecki, rosyjski oraz hiszpański | Maryla Rodowicz                                                                  | Jonasz Kofta, Leszek Bogdanowicz | Audio                                                                                                 | Ceremonia rozpoczęcia |
| 1978        | Argentyna                              | „El Mundial”                                                                       | (utwór instrumentalny)                                 | Buenos Aires Municipal Symphony                                                  | Ennio Morricone | Audio                                                                                                 | |
| 1982        | Hiszpania                              | „Mundial ’82”                                                                      | hiszpański                                             | ?                                                                                | Plácido Domingo | Audio                                                                                                 | |
| 1986        | Meksyk                                 | „A Special Kind of Hero”                                                           | angielski                                              | Stephanie Lawrence                                                               | Rick Wakeman | Film                                                                                                  | |
| 1986        | Meksyk                                 | „Hot Hot Hot”                                                                      | angielski                                              | Arrow                                                                            | Alphonsus Cassell, Leston Paul | Teledysk                                                                                              | |
| 1986        | Meksyk                                 | „El mundo unido por un balón”                                                      | hiszpański                                             | Juan Carlos Abara                                                                | ? | - Audio - Audio                                                                                       | |
| 1990        | Włochy                                 | „Un'estate italiana (To Be Number One)”                                            | włoski i angielski                                     | - Edoardo Bennato, Gianna Nannini (włoski) - Giorgio Moroder Project (angielski) | Edoardo Bennato, Giorgio Moroder, Gianna Nannini oraz Tom Whitlock                                                                        | - język włoski - Teledysk 1 - Teledysk 2 - język angielski - Teledysk 1 - Teledysk 2                  | - język włoski - Ceremonia rozpoczęcia - język angielski - Ceremonia rozpoczęcia (rozdzielczość 480p) - Ceremonia rozpoczęcia (rozdzielczość 720p) |
| 1994        | Stany Zjednoczone                      | „Gloryland”                                                                        | angielski                                              | Daryl Hall, Sounds of Blackness                                                  | Charlie Skarbek, Rick Blaskey | - Teledysk 1 - Teledysk 2 - Teledysk instrumentalny 1 - Teledysk instrumentalny 2 - Audio             | Ceremonia rozpoczęcia |
| 1994        | Stany Zjednoczone                      | „We Are the Champions”                                                             | angielski                                              | Queen                                                                            | ? | - Teledysk - Wideo z tekstem                                                                          | |
| 1998        | Francja                                | „La Cour des Grands (Do You Mind If I Play)”                                       | francuski i angielski                                  | Youssou N’Dour, Axelle Red                                                       | ? | Teledysk                                                                                              | Ceremonia rozpoczęcia |
| 1998        | Francja                                | „La Copa de la Vida (The Cup of Life)”                                             | angielski i hiszpański                                 | Ricky Martin                                                                     | Desmond Child, Robi Rosa | - język angielski - Teledysk - język hiszpański - Teledysk                                            | |
| 1998        | Francja                                | „Carnaval de Paris”                                                                | ?                                                      | Dario G                                                                          | Dario G | Teledysk                                                                                              | |
| 1998        | Francja                                | „Together Now”                                                                     | angielski i hiszpański                                 | Jean-Michel Jarre, Tetsuya Komuro                                                | Jean-Michel Jarre, Tetsuya Komuro i Olivia Lufkin                                                                                         | Teledysk                                                                                              | |
| 2002        | wspólnie: - Korea Południowa - Japonia | „Anthem”                                                                           | (utwór instrumentalny)                                 | Vangelis                                                                         | Vangelis / Takkyū Ishino | - Teledysk - Audio (syntezowane) - Teledysk (remix)                                                   | |
| 2002        | wspólnie: - Korea Południowa - Japonia | „Boom”                                                                             | angielski                                              | Anastacia                                                                        | Anastacia, Glen Ballard | Teledysk                                                                                              | |
| 2002        | wspólnie: - Korea Południowa - Japonia | „Let's Get Together Now”                                                           | japoński i koreański                                   | Voices of KOREA/JAPAN                                                            | ? | | - Ceremonia rozpoczęcia - Ceremonia zakończenia |
| 2002        | wspólnie: - Korea Południowa - Japonia | „Vamos Al Mundial” (wersja Univision)                                              | hiszpański                                             | Jennifer Peña                                                                    | Claudia Garcia | Teledysk                                                                                              | |
| 2006        | Niemcy                                 | „Zeit dass sich was dreht (Celebrate The Day)” (oficjalny hymn)                    | niemiecki, francuski, bambara i angielski              | Herbert Grönemeyer z udziałem Amadou & Mariam                                    | Herbert Grönemeyer | Teledysk                                                                                              | Ceremonia rozpoczęcia |
| 2006        | Niemcy                                 | „The Time of Our Lives”                                                            | angielski i hiszpański                                 | Il Divo z udziałem Toni Braxton                                                  | Jörgen Elofsson i Steve Mac | Teledysk                                                                                              | |
| 2006        | Niemcy                                 | „Hips Don’t Lie (Bamboo Mix)”                                                      | angielski i hiszpański                                 | Shakira z udziałem Wyclef Jean                                                   | Jerry Duplessis, Omar Alfanno, i LaTavia Parker                                                                                           | Teledysk                                                                                              | |
| 2006        | Niemcy                                 | „Love Generation”                                                                  | angielski                                              | Bob Sinclar z udziałem Gary’ego Pine’a                                           | Duane Harden, Christophe le Friant, Gary Pine, Jay Woodhouse, JG Schreiner oraz Alain Wisniak                                             | Teledysk                                                                                              | |
| 2006        | Niemcy                                 | „Arriba, Arriba”                                                                   | hiszpański                                             | Ana Bárbara, Mariana Seoane, Anaís Martínez, Pablo Montero                       | ? | Teledysk                                                                                              | |
| 2010        | Południowa Afryka                      | „Sign of a Victory” (oficjalny hymn)                                               | angielski                                              | R. Kelly z udziałem zespołu gospel Soweto                                        | R. Kelly | Teledysk                                                                                              | Wykonanie na żywo |
| 2010        | Południowa Afryka                      | „Waka Waka” (wersja hiszpańska)                                                    | angielski, hiszpański i fang                           | Shakira z udziałem Freshlyground                                                 | Shakira, Freshlyground | Teledysk                                                                                              | Ceremonia zakończenia |
| 2010        | Południowa Afryka                      | „Wavin’ Flag” (oficjalny hymn promujący Coca-Cola)                                 | angielski                                              | K’naan                                                                           | K’naan, Ebrahim Dhooma, Bruno Mars, Philip Lawrence oraz Jean Daval                                                                       | Teledysk                                                                                              | |
| 2010        | Południowa Afryka                      | „Wavin’ Flag” (Spanish celebration mix)                                            | angielski i hiszpański                                 | K’naan, David Bisbal                                                             | | Teledysk                                                                                              | |
| 2014        | Brazylia                               | „Dar um Jeito (We Will Find a Way)” (oficjalny hymn)                               | angielski, portugalski i hiszpański                    | Carlos Santana z udziałem Wyclef, Avicii oraz Alexandre Pires                    | Alexandre Pires, Arash Pournouri, Rami Yacoub, Carl Falk, Tim Bergling, Arnon Woolfson, Diogo Vianna, Wyclef Jean                         | Teledysk                                                                                              | |
| 2014        | Brazylia                               | „We Are One (Ole Ola)”                                                             | angielski, portugalski, hiszpański                     | Pitbull z udziałem Jennifer Lopez i Claudii Leitte                               | Jennifer Lopez, Claudia Leitte, Pitbull, Thomas Troelsen, Danny Mercer, Sia Furler, Lukasz Gottwald, Henry Walter, Nadir Khayat           | Teledysk                                                                                              | Ceremonia zakończenia |
| 2014        | Brazylia                               | „Tatu Bom de Bola” (oficjalny motyw maskotek)                                      | portugalski                                            | Arlindo Cruz                                                                     | Arlindo Cruz | Teledysk                                                                                              | |
| 2014        | Brazylia                               | „La La La (Brasil 2014)”                                                           | angielski, portugalski i hiszpański                    | Shakira z udziałem Carlinhos Brown                                               | Shakira, Carlinhos Brown, Jay Singh, Lukasz Gottwald, Mathieu Jomphe-Lepine, Max Martin, Henry Walter, Raelene Arreguin, John J Conte Jr. | Teledysk                                                                                              | |
| 2014        | Brazylia                               | „Magic in the Air”                                                                 | francuski                                              | Magic System i Chawki                                                            | Magic System (A'Salfo, Manadja, Goudé, and Tino), RedOne oraz Alex PChawki                                                                | Teledysk                                                                                              | |
| 2014        | Brazylia                               | „Adrenalina” (wersja Univision)                                                    | hiszpański                                             | Wisin, Ricky Martin i J-LO                                                       | Juan Luis Morera, José Torres oraz Carlos E. Ortiz                                                                                        | Teledysk                                                                                              | |
| 2014        | Brazylia                               | „Time of Our Lives” (oficjalny utwór BeIN Sports)                                  | arabski, francuski i angielski                         | Ahmed Chawki                                                                     | RedOne | Teledysk                                                                                              | |
| 2014        | Brazylia                               | „The World Is Ours” (oficjalny hymn promujący Coca-Cola)                           | angielski                                              | David Correy, Monobloco                                                          | | Teledysk                                                                                              | |
| 2014        | Brazylia                               | „La Copa de Todos” (Coca-Cola Promotional Anthem Spanish Mix)                      | hiszpański i angielski                                 | David Correy, Paty Cantú, Wisin, Monobloco                                       | | Teledysk                                                                                              | |
| 2018        | Rosja                                  | „Live It Up”                                                                       | angielski i hiszpański                                 | Nicky Jam z udziałem Willa Smitha i Ery Istrefi                                  | Nicky Jam, Will Smith, Era Istrefi oraz Diplo                                                                                             | - Audio - Teledysk                                                                                    | Wykonanie na żywo |
| 2018        | Rosja                                  | „Komanda 2018” (Команда 2018, Team 2018)                                           | rosyjski                                               | DJ Smash z udziałem Egora Kreeda i Poliny Gagariny                               | DJ Smash | Teledysk                                                                                              | |
| 2018        | Rosja                                  | „Colors” (hymn promujący Coca-Colę oraz wersje hiszpańsko-angielska i pakistańska) | angielski, hiszpański i urdu                           | Jason Derulo, Maluma, Qurat-ul-Ain Balouch                                       | Jason Derulo, Jamie Sanderson, Nija Charles, Ishmael Sadiq Montague, Geoffrey Earley i Diamond Platnumz, Sermstyle, ISM                   | - Teledysk - Teledysk (wersja hiszpańska) - Teledysk (wersja pakistańska) - Teledysk (wersja Swahili) | |
| 2018        | Rosja                                  | „Positivo” (wersja Telemundo)                                                      | hiszpański                                             | J Balvin i Michael Brun                                                          | J Balvin, Michael Brun i Fernando Lugo | - Oficjalny klip promujący - Teledysk                                                                 | |
| 2022        | Katar                                  | „Hayya Hayya (Better Together)"(oficialny hymn)                                    | angielski                                              | Trinidad Cardona, Davido, AISHA                                                  | Davido, Trinidad Cardona, RedOne | - Teledysk                                                                                            | Ceremonia zakończenia |
| 2022        | Katar                                  | „Arhbo"                                                                            | hiszpański, francuski                                  | Ozuna, Maître Gims i RedOne                                                      | Ozuna, Maître Gims i RedOne | - Teledysk                                                                                            | |
| 2022        | Katar                                  | „Light The Sky"                                                                    | angielski                                              | Nora Fatehi, Balqees, Rahma Riad, Manal, RedOne                                  | RedOne, Pat Devine, Adil Khayat, Kamikaz, Steph, Badshah                                                                                  | - Teledysk                                                                                            | |